# Nguyễn Văn Khoi
Nguyễn Văn Khoi (* 1935) ist ein ehemaliger südvietnamesischer Radrennfahrer.

## Sportliche Laufbahn
Nguyễn Văn Khoi war im Straßenradsport aktiv. Er war Teilnehmer der Olympischen Sommerspiele 1964 in Tokio. Im olympischen olympischen Straßenrennen wurde er disqualifiziert. Im Mannschaftszeitfahren wurde sein Team 31. des Wettbewerbs.
Über sein weiteres Leben und seine sportlichen Erfolge ist nichts bekannt.